# كلاوس توبمولر
كلاوس توبمولر (بالألمانية: Klaus Toppmöller)‏ (مواليد 12 أغسطس 1951) هو مدرب كرة قدم ألماني ولاعب محترف سابق.

## مسيرته الكروية
لعب كلاوس في مركز الهجوم، وسجل 108 هدفاً في الدوري الالماني لصالح نادي كايزرسلاوترن في 204 مباراة في دوري الدرجة الأولى في ألمانيا الغربية.  لعب 3 مباريات دولية وسجل هدفًا واحدًا خلال مسيرته الدولية مع منتخب ألمانيا الغربية. 

## مسيرته التدريبة
أصبح توبمولر مدربًا لنادي سالمروهر من صيف 1987 حتى 18 أبريل 1988 عندما أصبح مدربًا لنادي إس إس في أولم 1846 حتى فبراير 1989. بعد إقالته، درب توبمولر نادي إف سي إرزجيبيرج أوي من 28 نوفمبر 1990 إلى 30 يونيو 1991. ثم عاد مرة أخرى إلى الدوري الفيدرالي مع فالدهوف مانهايم من 19 سبتمبر 1991 إلى 30 يونيو 1993.
في ضوء نجاحه، أصبح توبمولر مدربًا لفريق أينتراخت فرانكفورت، والذي والذي بدأ معه بداية ناجحة للغاية. ولكن بعد الفشل وفقدان البطولة، تمت إقالته في 10 أبريل 1994. ثم انضم توبمولر إلى نادي بوخوم في 9 نوفمبر 1994، والذي وصل معه في موسم 1997-98 إلى دور الستة عشر من كأس الاتحاد الأوروبي. في 30 يونيو 1999، ترك توبمولر منصبه كمدرب لنادي بوخوم ليصبح مدربًا لنادي ساربروكن، ولكن تمت إقالته في النهاية هناك في 29 نوفمبر 2000.
من 1 يوليو 2001، كان توبمولر مدربًا لباير 04 ليفركوزن، الذي قاده في موسمه الأول إلى نهائي دوري أبطال أوروبا، بالإضافة إلى المركز الثاني في الدوري الألماني ونهائي كأس ألمانيا. أعلن الصحفيون الرياضيون الألمان عن توبمولر «مدرب كرة القدم للعام» لعام 2002. ومع ذلك، في الموسم التالي، كان أداء ليفركوزن سيئًا، وتمت إقالة توبمولر في 16 فبراير 2003.
أصبح توبمولر مدربا لهامبورغ في 23 تشرين الأول عام 2003. ومع ذلك، بعد أن إحتل الفريق المركز الأخير في الدوري، واستخدام توبمولر تكتيكات وتشكيلات غريبة ولاعبين خارج مراكزهم، تم إقالته في 17 أكتوبر 2004.
في 1 فبراير 2006، أصبح توبمولر مدربًا وطنيًا لمنتخب جورجيا الوطني لكرة القدم، مع رالف مينجي كمدرب مساعد. تمت إقالته في 1 أبريل 2008.

## حياته الشخصية
تزوج توبمولر من روزي في عام 1977، وأنجب منها سارة نينا ودينو وتومي.  أصبح شقيقه هاينز وابن أخيه ماركو من لاعبي كرة القدم.

## إنجازاته

### كمدرب
باير ليفركوزن
- وصيف دوري أبطال أوروبا : 2001–02 [4]
- المركز الثاني في الدوري وكأس ألمانيا : 2001–02

الفردية
- مدرب العام في ألمانيا : 2002 [5]

## روابط خارجية
- احصائيات مهنة NASL
- كلاوس توبمولر في موقع كرة القدم العالمية.نت
- كلاوس توبمولر على بيانات كرة القدم. دي إي باللغة الألمانية